# Dendrophylax serpentilingua
Dendrophylax serpentilingua är en orkidéart som först beskrevs av Donald Dungan Dod, och fick sitt nu gällande namn av Mark Anthony Nir. Dendrophylax serpentilingua ingår i släktet Dendrophylax och familjen orkidéer. Inga underarter finns listade i Catalogue of Life.